# Sakura Gakuin First Live & Documentary 2010 to 2011 ~Smile~
Sakura Gakuin First Live & Documentary 2010 to 2011 ~Smile~ (さくら学院 FIRST LIVE ＆ DOCUMENTARY 2010 to 2011～SMILE～), estilizado como SAKURA GAKUIN FIRST LIVE & DOCUMENTARY 2010 to 2011 ~SMILE~, é o primeiro álbum de vídeo ao vivo lançado pelo grupo idol Japonês Sakura Gakuin, lançado em 27 de junho de 2012. O DVD acompanha dois discos. O concerto do primeiro disco foi gravado no primeiro concerto-major do grupo, realizado dia 25 de Março de 2012 no Nihonbashi Mitsui Hall, sendo ele o concerto de graduação de Ayami Muto, Ayaka Miyoshi e Airi Matsui; o segundo disco acompanha um documentário e um vídeo bônus.

## Faixas

### Disco 1
1. "FLY AWAY"
2. "Chime" (チャイム)
3. "Please! Please! Please!" (プリーズ！プリーズ！プリーズ！) / Clube do Bastão Twinklestars
4. "Tenshi to Akuma" (天使と悪魔) / Clube do Bastão Twinklestars
5. "Yokubari Fille" (よくばりフィーユ) / Clube de Culinária Minipati
6. "Medaka no Kyoudai" (めだかの兄妹) / Clube de Volta para Casa sleepiece
7. "Brand New Day" / Clube do Jornal SCOOPERS
8. "Iine! (Vega mix ver.)" (いいね！) / Clube de Música Pesada Babymetal
9. "School days"
10. "Yume ni Mukatte" (夢に向かって)
11. "3.a.m" / Ayami Muto, Ayaka Miyoshi, Airi Matsui
12. "Verishuvi" (ベリシュビッッ)
13. "Planet Episode 008"
14. "FRIENDS"
15. "message"
Cerimônia de graduação
-ENCORE-
16. "Tabidachi no Hi ni ~J-MIX~" (旅立ちの日に ～J-MIX～)
17. "See you..."

### Disco 2
1. "DOCUMENTARY 2010 to 2011 ~SMILE~" - Documentário
2. "Bonus Footage: One Night Only Shuffled Units" (一夜限りのシャッフルユニット)

## Desempenho nas paradas musicais
| Tabela (2012)                   | Melhor posição |
| ------------------------------- | -------------- |
| Japão (Oricon Weekly DVD Chart) | 53             |